# I am more than a wolf whistle
I Am More than a Wolf Whistle: The Story of Carolyn Bryant Donham sont les mémoires de Carolyn Bryant Donham, une femme blanche connue pour avoir accusé Emmett Till, un afro-américain de 14 ans, de l'avoir agressée en lui agrippant la taille dans son magasin en 1955, ce qui avait conduit au lynchage de l'adolescent. Écrit avant 2008, le manuscrit devait initialement paraître après la mort de l'autrice en 2036, mais a été dévoilé par l'historien Timothy Tyson et rendu public en juillet 2022.

## Contexte et parution
Emmett Till, un Afro-Américain de 14 ans habitant à Chicago, rend visite à des membres de sa famille dans le Mississippi en 1955. Il se rend dans une épicerie à Money, la Bryant's Grocery, qui appartenait à Carolyn Bryant Donham et à son mari Roy Bryant, tous deux blancs. Till aurait offensé Donham d'une manière ou d'une autre, bien que les récits des événements diffèrent. Après avoir entendu parler de l'incident, le mari de Donham, Roy, et son demi-frère, John William Milam, avec la complicité de Carolyn, kidnappent, torturent et lynchent Till.
Le livre a été dicté par Donham à sa belle-fille Marsha Bryant, qui a retranscrit ses souvenirs. Le manuscrit est également dédicacé à Marsha. L'existence du livre est révélée pour la première fois lorsque l'historien Timothy Tyson a interviewé Donham en 2008. Donham a conclu un accord avec Tyson avant l'entretien selon lequel le livre ne serait pas publié avant 2036. Elle a donné un exemplaire du livre à Tyson, qui à son tour l'a donné à la Southern Historical Collection (Collection historique du Sud) de l'Université de Caroline du Nord, où il était conservé dans leurs archives. La cousine de Till et militante des droits civiques, Deborah Watts, a appelé à la publication du manuscrit en 2021 dans un éditorial pour USA Today, espérant que sa publication conduirait à l'inculpation de Donham.
En juillet 2022, un mandat d'arrêt non délivré à l'encontre Donham a été découvert par la Emmett Till Legacy Foundation  dans le sous-sol d'un tribunal du comté du Mississippi. La découverte a conduit à de nouveaux appels à son arrestation, qui ont gagné en puissance et en couverture médiatique. Tyson a remis une copie du manuscrit au FBI et par la suite aux journaux, déclarant : « L’intérêt d'une enquête était plus important que les accords pour l'archivage, même si ce sont des choses importantes. Mais c'est probablement la dernière chance d'inculpation dans cette affaire ». Après la publication du manuscrit, Tyson a déclaré qu'il n'avait pas parlé à Donham depuis l'interview de 2008. Donham avait 88 ans au moment de la sortie du livre. La journaliste Stacey Patton de NewsOne, une division d'Urban One, a d'abord dévoilé l'histoire du manuscrit, qui s'est rapidement propagée. Des fichiers PDF ont ensuite été mis en ligne.

## Contenu
Le manuscrit de 99 pages se concentre sur deux aspects principaux de la vie de Donham. Le premier tiers du livre se concentre sur sa jeunesse dans le Sud, y compris son enfance dans la plantation Archer, près de Cruger, Mississippi. Donham se souvient de son « employée » Annie Freeman, qu'elle a dit aimer, racontant que Freeman avait la peau « de la couleur d'un chocolat chaud ». Les souvenirs se poursuivent avec le petit ami de Donham à l'époque lui montrant un « arbre à pendus », dont Donham se souvenait qu'il serait un « arbre génial à grimper » si elle avait été un garçon manqué. Les deux derniers tiers du livre se concentrent sur l'incident, les conséquences, le procès et les développements ultérieurs de l'affaire Till. Le livre se termine par le paragraphe :

« Je me suis toujours considérée comme une victime de la même manière qu’Emmett. Il est venu dans notre magasin et a posé ses mains sur moi sans aucune incitation. Est-ce-que je pense qu’il aurait dû être tué pour ça ? Bien sûr que non ! Est-ce-que nous avons tous les deux payé le prix pour ça, oui  nous l’avons payé. Il a payé de sa vie, et moi j’ai payé par une vie pour toujours marquée par ces événements. »

## Accueil et réaction
Le livre reçoit un accueil extrêmement négatif, un certain nombre d'écrivains et d'historiens soulignant les incohérences, le révisionnisme historique et le manque de regrets de Donham. Jerry Mitchell du Mississippi Center For Investigative Reporting a souligné un certain nombre d'incohérences dans le livre, écrivant dans son article pour le Boston Globe que Donham « évoque la mythologie du noir bestial et violeur ».
Natasha Decker de MadameNoire déclare que les mémoires contenaient « de nouvelles informations choquantes … Mais aucune confession approfondie, ni de sentiment de responsabilité, ou de culpabilité ». L'auteur et historien Chris Benson, qui a co-écrit le livre A Few Days Full of Trouble sur le lynchage de Till, déclare que le livre de Donham contenait « plusieurs contradictions importantes » et que le public serait probablement « indigné » par son impénitence. Stacey Patton de NewsOne a qualifié Donham de raciste et a également écrit : 

« Le livre est un ouvrage hagiographique écrit pour s’absoudre elle-même de sa culpabilité dans le lynchage d’un enfant. En son sein, le livre est rempli de mensonges de même que des stéréotypes offensants sur les noirs, particulièrement sur les enfants noirs, dépeints comme des espèces d’animaux de compagnie ou de mascottes qui finiront par devenir en grandissant des menaces. »

Le cinéaste Keith Beauchamp, qui a réalisé le documentaire The Untold Story of Emmett Louis Till (L'Histoire cachée d'Emmett Louis Till), déclare : « Je suis totalement choqué et indigné par ce que j'ai lu. Ces soi-disant mémoires nous donnent une preuve supplémentaire de la culpabilité de Carolyn Bryant dans l'enlèvement et le meurtre d'Emmett Till ». Le magazine en ligne Bossip écrit que le livre était un « manifeste malveillant » et a appelé à l'emprisonnement de Donham. Le journaliste Charles M. Blow écrit un éditorial pour le New York Times dans lequel il fustige Donham et ses mémoires, en écrivant : « Elle a échoué chaque fois à offrir un mot ou une action rédemptrice pour le meurtre du garçon et son rôle dans celui-ci. Les mots que nous avons vus dans ces mémoires ne suffisent pas ».

## Conséquences
Peu de temps après la divulgation des mémoires, une tentative a été faite pour inculper Donham pour enlèvement et homicide involontaire. Le 9 août 2022, après avoir entendu plus de sept heures de témoignages d'enquêteurs et de témoins, un grand jury du Mississippi a refusé d'inculper Donham. Donham est morte le 25 avril 2023,.